# Bechir Kiiari
Bechir Kiiari (ar. بشير كياري ;ur. 24 kwietnia 1960) – tunezyjski judoka. Olimpijczyk z Los Angeles 1984, gdzie zajął siódme miejsce w kategorii open.
Siódmy na mistrzostwach świata w 1987. Uczestnik Pucharu Świata w 1992. Brązowy medalista igrzysk śródziemnomorskich w 1987. Drugi i trzeci na igrzyskach afrykańskich w 1987 roku.

## Letnie Igrzyska Olimpijskie 1984
| Konkurencja | Eliminacje                   | Repasaże           | Klas. końcowa |
| Konkurencja | Przeciwnik I                 | Przeciwnik I       | Miejsce       |
| ----------- | ---------------------------- | ------------------ | ------------- |
| open        | Muhammad Ali Raszwan (EGY) P | Mihai Cioc (ROU) P | 7.            |